# Half Angel
Half Angel é um filme de comédia estadunidense dirigido por Richard Sale e estrelada por Loretta Young, Joseph Cotten e Cecil Kellaway. Foi lançado em 5 de maio de 1951, pela 20th Century Fox.

## Enredo
Nora Gilpin é uma enfermeira recatada que acabou de ficar noiva de seu namorado de longa data, Tim. Ela também luta secretamente contra sua atração pelo advogado John Raymond, de quem ela insiste que não gosta. À noite, porém, ela é sonâmbula e assume um papel diferente e mais sexy. Nora então encontra John e expressa seus verdadeiros sentimentos por ele.

## Elenco
- Loretta Young ...Nora Gilpin
- Joseph Cotten ...John Raymond Jr.
- Cecil Kellaway ...Harry Gilpin
- Basil Ruysdael ...Dr. Jackson
- Jim Backus ...Michael 'Mike' Hogan
- Irene Ryan ...Enfermeira Kay
- John Ridgely ...Timothy 'Tim' McCarey